# Острая перемежающаяся порфирия
Острая перемежающаяся порфирия — наследуемое по доминантному типу заболевание, характеризующееся поражением периферической и центральной нервной системы.  
В основе патогенеза лежит, по всей вероятности, нарушение активности фермента синтазы уропорфириноген I и повышение активности фермента синтазы δ-аминолевулиновой кислоты. Клинические проявления обусловлены накоплением в нервных клетках δ-аминолевулиновой кислоты, что приводит к торможению активности натрий-, калийзависимой аденозинфосфатазы и нарушению транспорта ионов через мембраны, то есть к нарушению функции нервного волокна. Развивается его демиелинизация, аксональная невропатия.

## Признаки
Наиболее характерный признак острой перемежающейся порфирии — боли в животе, которые могут локализоваться в различных его участках. Поражение нервной системы проявляется тяжелым полиневритом; может развиться тетрапарез, в дальнейшем возможен паралич дыхательной мускулатуры. Иногда наблюдается поражение центральной нервной системы; отмечаются эпилептиформные припадки, а также галлюцинации, бред. Обострение болезни провоцируется беременностью, родами, приемом ряда лекарственных препаратов (например, барбитуратов, транквилизаторов, сульфаниламидов, эстрогенов). Сильные обострения наступают после оперативных вмешательств, когда для индукции анестезии используют тиопентал-натрий. После развития тяжелых обострений может наступить спонтанная ремиссия с полным восстановлением всех функций.

## Диагностика
Диагноз устанавливают на основании клинической картины и данных лабораторных исследований: обнаружения в моче повышенного содержания предшественников синтеза порфиринов — порфобилиногена и δ-аминолевулиновой кислоты.

## Лечение
Рекомендуется исключить препараты, приводящие к обострению болезни. 
При сильных болях могут быть применены наркотические анальгетики, аминазин. При резкой тахикардии и повышении артериального давления используют β-блокаторы. Для уменьшения выработки порфиринов вводят глюкозу до 200 г в сутки внутривенно или фосфаден (аденил) до 250 мг в сутки внутримышечно. В тяжелых случаях назначают гематин; определенный эффект оказывает плазмаферез. 
При улучшении состояния для восстановления движений используют массаж, лечебную гимнастику.

## В культуре
- Упоминание в сериале «Клиника» в 13-й серии 4 сезона, 9 серия 7 сезона
- Упоминание в сериале «Доктор Хаус» в 22-й серии 1-го сезона
- Упоминание в сериале «Медики Чикаго» в 15-й серии 1-го сезона
- Упоминание в сериале «Доктор Рихтер» в 24-й серии 1-го сезона
- Упоминание в сериале «Женский доктор» в 30-й серии 5-го сезона

## Использованные материалы
- Идельсон Л. И. Порфирии. — М., 1981.
- Идельсон Л. И., Дедковский Н. А., Ермильченко Г. В. Гемолитические анемии. — М., 1975.
- Руководство по гематологии / Под ред. А. И. Воробьева. — М., 1985. — Т. 2. — С. 148.